# Língua tagbanwa central
Tagbanwa Central é falado na Ilha Palawan nas Filipinas. Não é mutuamente inteligível com as outras línguas do povo Tagbanwa.

## Fonologia

### Consoantes
|             |             | Labial | Alveolar | Palatal | Velar | Glotal |
| ----------- | ----------- | ------ | -------- | ------- | ----- | ------ |
| Oclusiva    | surda       | p      | t        |         | k     | ʔ      |
| Oclusiva    | sonora      | b      | d        |         | ɡ     |        |
| Fricativa   | Fricativa   | β      | s        |         |       | h      |
| Nasal       | Nasal       | m      | n        |         | ŋ     |        |
| Lateral     | Lateral     |        | l        |         |       |        |
| Rótica      | Rótica      |        | ɾ        |         |       |        |
| Aproximante | Aproximante | w      |          | j       |       |        |

- /t/ precedendo uma vogal frontal fechada / i / é geralmente percebido como um som africado [tʃ].
- /k, ŋ/ tendem a mudar para sons uvulares [q, ɴ] quando adjacentes a /a/.

### Vogais
|         | Anterior | Central | Posterior |
| ------- | -------- | ------- | --------- |
| Fechada | i        | ɨ       | u         |
| Aberta  |          | a       |           |

- /ɨ/ geralmente é um som vogal central fechado, embora ocasionalmente seja movido para trás para [ɯ], ou reduzido para [ə].
- Um som [o] é frequentemente ouvido quando dois vogais posteriores estão adjacentes um ao outro, ou como um alofone de /u/.[1]

## Gramática

### Pronomes
São os seguintes pronomes pessoais encontrados em Tagbanwa Central. Note: some forms are divided between full and short forms.
|                               | Direto/Nominativo | Indireto/Genitivo | Obliquo       |
| ----------------------------- | ----------------- | ----------------- | ------------- |
| ’‘‘1ª pessoa singular         | ako               | ko                | kakɨn (kɨn)   |
| ’‘‘2ª pessoa singular         | kawa (ka)         | mo                | kanimo (nimo) |
| ’‘‘3ª pessoa singular         | kanya             | niya (ya)         | kanya         |
| ’‘‘1ª pessoa plural inclusivo | kita              | ta                | katɨn         |
| ’‘‘1ª pessoa plural exclusivo | kami              | kamɨn             | kamɨn         |
| ’‘‘2ª pessoa plural           | kamo              | mi                | kanimi        |
| ’‘‘3ª pessoa plural           | tila              | nila              | kanila        |

Demontrativos:
|                       | Direto/Nominativo | Indireto/Genitivo | Obliquo     |
| --------------------- | ----------------- | ----------------- | ----------- |
| junto ao falante      | lito              | kalito            | kaito, kito |
| junto ao interlocutor | layan             | kalayan           |             |
| distante              | liti              | kaliti            | atan, doon  |